# Tradicijska kuća s okućnicom u Bedenici
Tradicijska kuća s okućnicom nalazi se u mjestu Bedenica, u istoimenoj općini.

## Opis
Tradicijsku okućnicu čine drvena stambena kuća, sjenik, štala, svinjac (kotec) i kuružnjak. Kuća s podrumom zidanim kamenom i opekom s kraja 19. stoljeća je prizemnica pravokutnog tlocrta građena hrastovim planjkama međusobno spojenim na preklop - “hrvaški vugel“. Organizacija prostora unutrašnjosti je tipična, trodijelna. Većina opreme unutrašnjosti je izvorna, uključujući dvije zidane peći, a od stolarije ističu se ukrašena ulazna vrata.

## Zaštita
Pod oznakom Z-4252 zaveden je kao nepokretno kulturno dobro - pojedinačno, pravna statusa zaštićena kulturnog dobra, klasificirano kao "sakralna graditeljska baština".